# Lycosa tarantula
Lycosa tarantula là một loài nhện trong họ Lycosidae.
Loài này thuộc chi Lycosa. Lycosa tarantula được Carolus Linnaeus miêu tả năm 1758.

## Hình ảnh

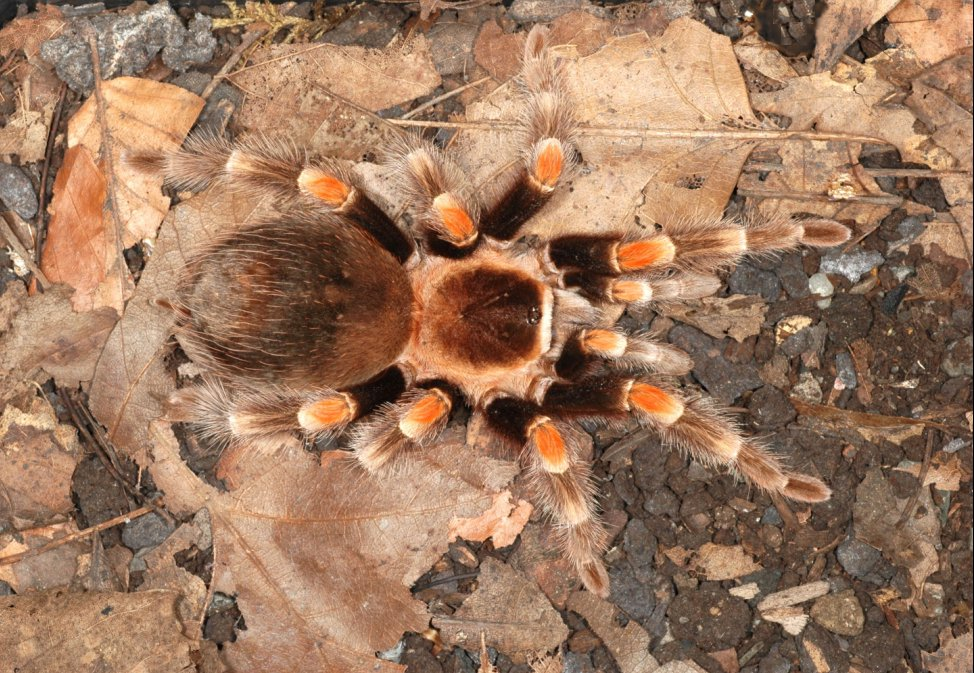
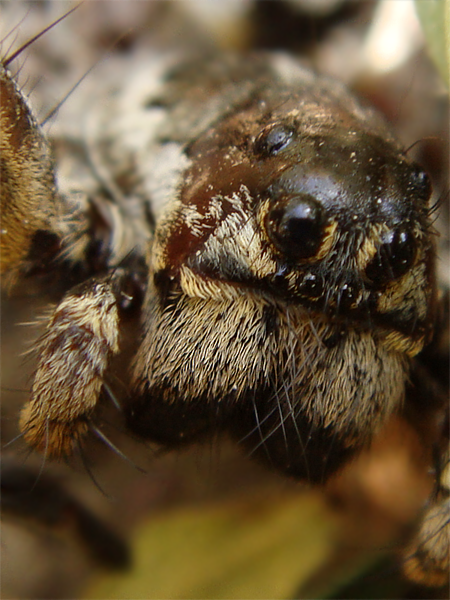
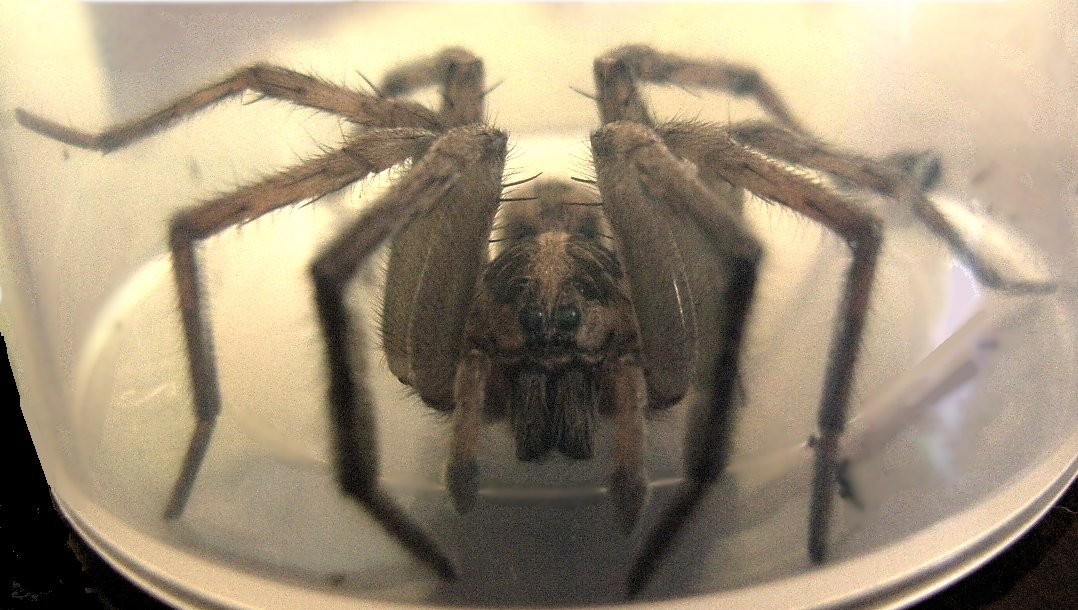
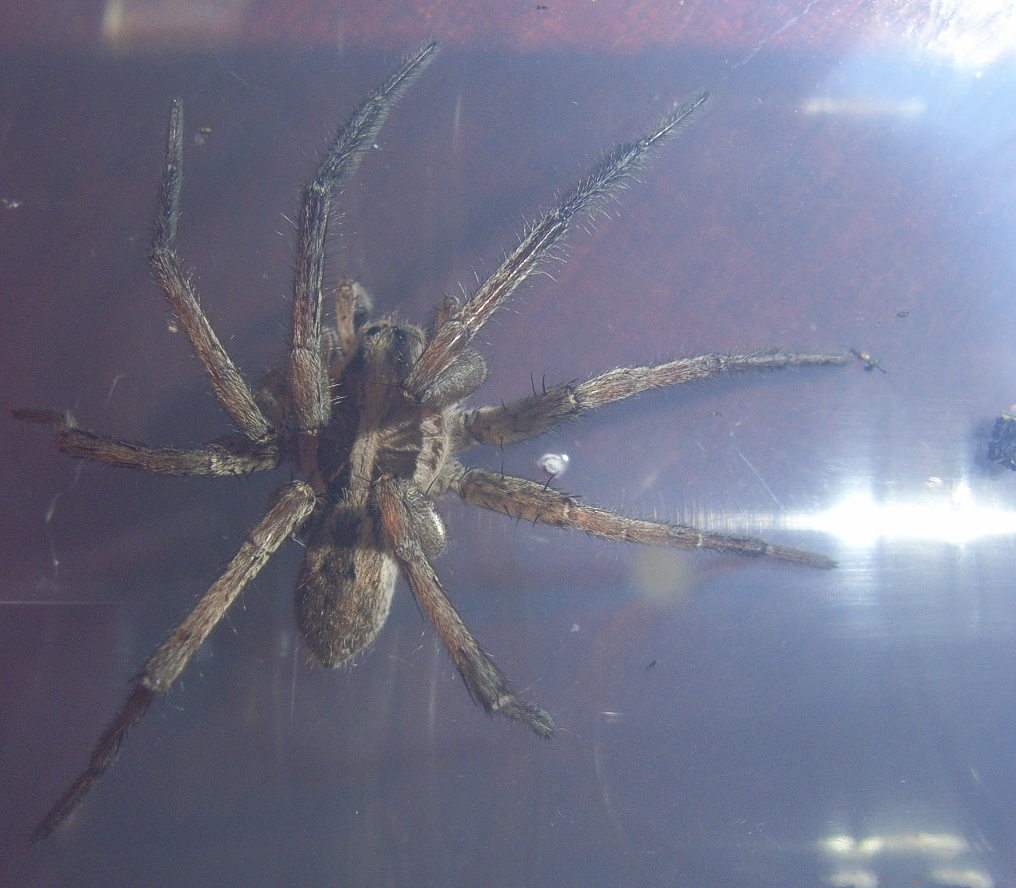